# Charter of novodamus
Un charter of novodamus, nel "Diritto di proprietà feudale scozzese", è una nuova concessione di terre all'assegnatario. 
Di solito è concesso per fare qualche cambiamento nei casi di godimento del terreno già concesso, o per risolvere dubbi circa la concessione o i suoi termini.

## Fonti
- The Oxford Companion to Law, ed. David Walker, 1978, page 894